# Plutothrix glareosa
Plutothrix glareosa är en stekelart som beskrevs av Heydon 1997. Plutothrix glareosa ingår i släktet Plutothrix och familjen puppglanssteklar. Inga underarter finns listade i Catalogue of Life.